# Clothes Make the Pirate
Clothes Make the Pirate é um filme mudo produzido nos Estados Unidos, dirigido por Maurice Tourneur e lançado em 1925.